# So Jealous
So Jealous är det fjärde studioalbumet av den kanadensiska popduon Tegan and Sara, utgivet den 14 september 2004 på Vapor Records. Soundet på detta album som duon producerade tillsammans med John Collins, David Carswell och Howard Redekopp är en vidareutveckling av det som hade påbörjats på If It Was You, med större användning av effekter från elgitarr, keyboard och synth. Albumet sålde guld i Kanada och fick en nominering vid 2006 års Juno Awards i kategorin "Alternative Album of the Year". Skivomslaget skapades av den amerikanska formgivaren EE Storey.
Singeln "Walking with a Ghost" fick senare viss uppmärksamhet när den amerikanska rockduon The White Stripes spelade in en cover på den som gavs ut på deras EP Walking with a Ghost i december 2005.

## Bakgrund
Tegan and Sara började spela in demos hemma i deras respektive sovrum hösten 2003. De hade skrivit 26 låtar som material inför det nya albumet. Inför inspelningen repeterade de låtarna under en månads tid vid Renegade Studios i Vancouver.

## Produktion
So Jealous spelades in vid Mushroom Studios och Divine Industries i Vancouver med producenterna John Collins, David Carswell och Howard Redekopp. De började med att spela in trummor och bas vid Mushroom Studios, följt av tre veckors gitarrpålägg, sång, orgel och Casio-keyboards. Matt Sharp från Weezer/The Rentals gjorde ett spontant inhopp som gästmusiker på moogsynth. Låtarna på So Jealous tog en ny riktning från gruppens indiefolkrötter till 80-talsinspirerad pop. Till en början var gruppen oense med trummisen Rob Chursinoff; vid inspelningen av "Walking with a Ghost" minns Tegan att Chursinoff kommenterade "Ni har förstört låten med keyboard" och "Det låter så 80-tal, varför gjorde ni så? Det låter som en popskiva."

## Lansering

### Singlar
Som första singel valdes "Speak Slow". Den lanserades med en musikvideo i regi av Tegan, Brian Dutkewich och Angela Kendall. Den andra singeln, "Walking with a Ghost", blev populär när The White Stripes spelade in en cover på den till deras EP Walking with a Ghost (2005).

### So Jealous X
Den 14 september 2014, 10 år efter det ursprungliga skivsläppet, meddelade Tegan and Sara att en specialutgåva skulle släppas under titeln So Jealous X, där X syftade på talet 10 i romerska siffror. So Jealous X släpptes genom duons nya skivbolag Warner Bros. Records den 23 december samma år och innehöll tre skivor: originalalbumet So Jealous på cd, en cd med bonuslåtar (remixer, covers inspelade av andra artister och demos) samt dvd:n It's Not Fun. Don't Do It!.

## Mottagande
Stephen Thomas Erlewine på Allmusic betygsatte albumet 4/5 och kallade det för gruppens mest tillfredsställande album hittills. Drowned in Sounds recensent Gareth Dobson menade att "Nyckeln till So Jealous är att det är som en hitjukebox i ett köpcentrum men i en riktig stil, inte tuggummipop". På samma sätt kommenterade Betty Clarke från The Guardian att "Det som hindrar dem från att bli en jobbig pophydra är deras avskalade rättframhet och vassa pophookar". Ett negativt omdöme kom från Marc Hogan på Pitchfork Media, som skrev att bandet "[...] kastar omkring till synes orelaterade, radiofärdiga banaliteter över förutsägbara powerackord genom hela deras senaste LP, So Jealous" och gav det betyget 3.4/10.
I en recension från PopMatters skrev Katie Zerwas att "Tegan and Sara skriver låtar som är harmoniskt simpla men musikaliskt rika" och "efter att ha lyssnat på Tegan and Saras senaste album är det svårt att inte komma undan med känslan att man just hört något helt nytt".
Rolling Stone rankade albumet som ett av de 50 bästa från 2004 och det valdes med på CNN:s lista "The best albums you didn't hear" 2004. Det fick en nominering vid 2006 års Juno Awards i kategorin "Alternative Album of the Year".

## Låtlista
Alla låtar är skrivna och komponerade av Tegan Quin och Sara Quin. 
| Nr  | Titel                  | Längd |
| --- | ---------------------- | ----- |
| 1.  | You Wouldn't Like Me   | 2:56  |
| 2.  | Take Me Anywhere       | 2:31  |
| 3.  | I Bet It Stung         | 3:35  |
| 4.  | I Know I Know I Know   | 3:44  |
| 5.  | Where Does the Good Go | 3:37  |
| 6.  | Downtown               | 4:25  |
| 7.  | I Won't Be Left        | 2:38  |
| 8.  | Walking with a Ghost   | 2:30  |
| 9.  | So Jealous             | 2:58  |
| 10. | Speak Slow             | 2:21  |
| 11. | Wake Up Exhausted      | 3:16  |
| 12. | We Didn't Do It        | 3:48  |
| 13. | Fix You Up             | 2:53  |
| 14. | I Can't Take It        | 4:30  |

| 15. | Love Type Thing | 1:48 |

## Medverkande
- Tegan Quin – sång, gitarr, keyboard, piano, orgel, slagverk, producent
- Sara Quin – sång, gitarr, keyboard, piano, orgel, slagverk, producent, omslagsdesign
- Nick Blasko – fiol
- David Carswell – gitarr, piano, medproducent
- Chris Carlson – bas
- Rob Chursinoff – trummor, slagverk
- John Collins – medproducent
- EE Storey – omslagsdesign
- Steve Hall – mastering
- Joel Livesy – assisterande ljudtekniker
- Dustin Rabin – fotografi
- Misha Rajaratnam – assisterande ljudtekniker
- Howard Redekopp – gitarr, keyboard, medproducent, ljudtekniker, ljudmix
- Matt Sharp – moogsynth, keyboard
- Rob Stesanson – assisterande ljudtekniker

Information från Discogs.

## Certifikat
| Land                  | Certifikat | Sålda ex. |
| --------------------- | ---------- | --------- |
| Kanada (Music Canada) | Guld       | 40 000    |